# Emanuel Hercík
Emanuel Hercík (5. září 1892 Komárov – 8. března 1957 Brno) byl český designér, malíř, grafik. Je známý především svou prací v oblasti designu hraček, přičemž jeho návrhy často kombinovaly estetiku s pedagogickým zaměřením. Hercík se zajímal o výtvarné umění a design, a jeho práce zahrnovaly jak dětské hračky, tak i další výtvarné projekty. Kromě toho přispíval do odborného diskurzu v oboru, zejména co se týče vztahu mezi designem, estetikou a vzděláváním.

## Život
Narodil se v Komárově u Hořovic, jeho otec Josef Hercík pracoval v Komárovských železárnách jako cizelér. Zabýval se tedy uměleckořemeslným zpracováním kovů.  Jeho mladší bratr Zdislav Hercík byl český malíř, keramik a loutkář. Emanuel Hercík studoval na Uměleckoprůmyslové škole v Praze, kde se zaměřil na výtvarné umění a design. Jeho profesoři byli Karel Reisner, Maxmilián Boháč a Alexander Jakesch. Tato škola byla v té době jednou z nejvýznamnějších institucí pro vzdělávání v oblasti umění a designu v Československu. Po jeho studiu se Hercík stal uznávaným výtvarníkem a návrhářem, zejména v oblasti tvorby hraček. Jeho vzdělání na této škole mělo zásadní vliv na jeho pozdější kariéru a dílo. Během svého života byl také zapojen do různých kulturních a uměleckých aktivit. Od roku 1921 se stal členem Svazu československého díla.

## Dílo

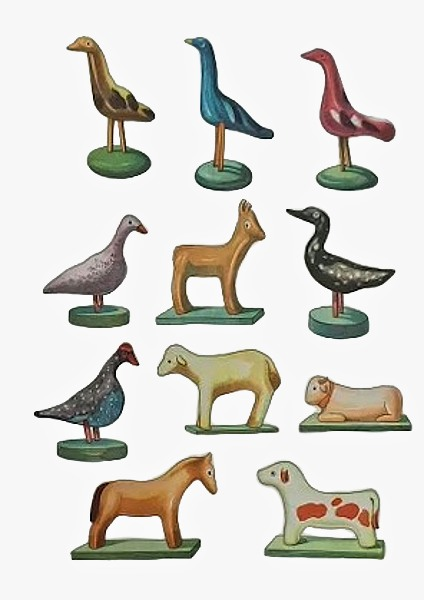

Emanuel Hercík byl známý svými návrhy dřevěných hraček, které často měly vzdělávací prvek. Jeho designy zahrnovaly různé typy skládaček, stavebnic a dalších interaktivních hraček pro děti. Mnohé z jeho výrobků kombinovaly estetiku s pedagogickými cíli, čímž podporovaly rozvoj různých dovedností dětí. Jeho práce a přínos k designu hraček mohou být z dnešního pohledu zajímavé nejen z pohledu uměleckého, ale také z hlediska jejich vlivu na vývoj dětských her a vzdělávání. 
Některé z jeho známějších hraček zahrnují: 
- Skládačky – podle dostupných informací Hercík navrhoval různé typy skládaček, které byly určeny k rozvoji motoriky a prostorového vnímání dětí.
- Stavebnice – jeho návrhy se často soustředily na konstrukční hračky, které umožnily dětem vytvářet různé konstrukce, což podporovalo jejich kreativitu a logické myšlení.
- Dřevěné figurky a maňásci – tyto hračky mohly sloužit nejen jako prostředek k hraní, ale také k dramatickému vyjádření a rozvoji sociálních dovedností.
- Pedagogické hračky – Hercíkovy hračky byly často navrženy tak, aby pomáhaly v učení různých dovedností, jako je rozpoznávání barev, tvarů nebo počítání.

Mnoho z těchto hraček bylo promyšleno nejen z hlediska zábavy, ale také z hlediska rozvoje dětí a jejich schopností. 
Hračky navržené Emanuelem Hercíkem se vyráběly především v Československu, zejména v Brně, kde byl aktivní jako výtvarník a návrhář, zejména po druhé světové válce. V této době existovalo několik továren a dílen zaměřených na výrobu dřevěných hraček, které často navrhovali umělci a designéři. Jednou z nejznámějších továren, která se specializovala na výrobu hraček, byla "Moravská ústředna výrobních družstev" (MÚVD), která do značné míry využívala práci českých výtvarníků a designérů. Sehrála důležitou roli v propagaci tradičního českého řemesla a designu, a to zejména v době po druhé světové válce, kdy bylo důležité obnovit a podpořit výrobu v nových ekonomických a politických podmínkách. V rámci této organizace spolupracovali designéři, výtvarníci a řemeslníci na zajištění kvality a estetiky vyráběných produktů. Hercíkovy návrhy se vyráběly také v dalších menších dílnách a továrnách, které se na výrobu hraček zaměřovaly, jako například výrobní střediska na Hlinecku, ve Skašově u Nepomuku nebo v Krušnohoří. Hračky měly často vysokou kvalitu zpracování a důraz na vzdělávací hodnotu, což bylo v souladu s Hercíkovým zaměřením. 

#### Publikační činnost
Emanuel Hercík vydal v roce 1951 knihu "Československé lidové hračky ", která obsahuje informace o tom, jak navrhovat a vyrábět hračky, včetně tipů na používání různých materiálů a technik výroby hraček. Hercík v ní také kladl důraz na pedagogický aspekt hraček a jejich vliv na rozvoj dětí. Tato publikace a jeho další texty přispěly k hlubšímu porozumění designu hraček a jejich roli v dětském vývoji.
Kromě této knihy Hercík publikoval také články v odborných časopisech zaměřených na výtvarné umění, design, pedagogiku a podobná témata. Například ve sborníku z roku 1953 "Tvořivost českého lidu v tradiční umělecké výrobě"  byla uveřejněna jeho odborná studie. Ilustroval několik školních knih a vytvořil několik knižních obálek.
Sbírání a studiu hraček se věnoval více než 30 let.

## Výstavy
Emanuel Hercík se účastnil několika výstav a jeho práce byla prezentována na různých místech v Československu. Mezi významné výstavy, na kterých se podílel, patří:
| Termín    | Název výstavy, místo konání                                                                                      |
| 1921–1922 | Loutkářská výstava, Topičův salon (1918-1936), Praha                                                             |
| 1921–1922 | I. výstava uměleckého průmyslu československého, Uměleckoprůmyslové museum, Praha                                |
| 1927      | Výstava moderného umeleckého priemyslu v Bratislave, Pavilon Umelecké besedy slovenskej, Bratislava (Bratislava) |
| 1928      | Výstava soudobé kultury v Brně, Obchodně - průmyslový palác, Brno (Brno-město)                                   |
| 1939–1940 | Výtvarná práce - výroba - bydlení, Dům uměleckého průmyslu v Praze, Praha                                        |
| 1950      | Od lidové k umělecké keramice, Výstavní síň Ars Melantrich, Praha 1                                              |
| 1953      | Výstava výtvarného umění, Československé státní lázně Poděbrady, Poděbrady (Nymburk)                             |
| 1955      | První celostátní výstava užité grafiky, Slovanský ostrov, Praha                                                  |
| 1956      | Hračka a loutka, Galerie Československý spisovatel, Praha                                                        |
| 1979      | Dítě v českém umění 19. a 20. století, Středočeská galerie, Praha                                                |

Emanuel Hercík se pravidelně účastnil výstav v Brně, kde byl aktivní v místním uměleckém a kulturním životě.  Aktivní byl zejména v období po druhé světové válce, kdy se intenzivně věnoval návrhu hraček a výtvarnému umění. Jeho kariéra v Brně se vyznačuje jeho zapojením do místního uměleckého a kulturního dění, což trvalo od čtyřicátých do padesátých let 20. století. Své návrhy hraček vystavoval v různých institucích a výstavních prostorách, zaměřených na užité umění a design. Sbírání a studiu hraček se věnoval více než 30 let.